# Emma Ekvall

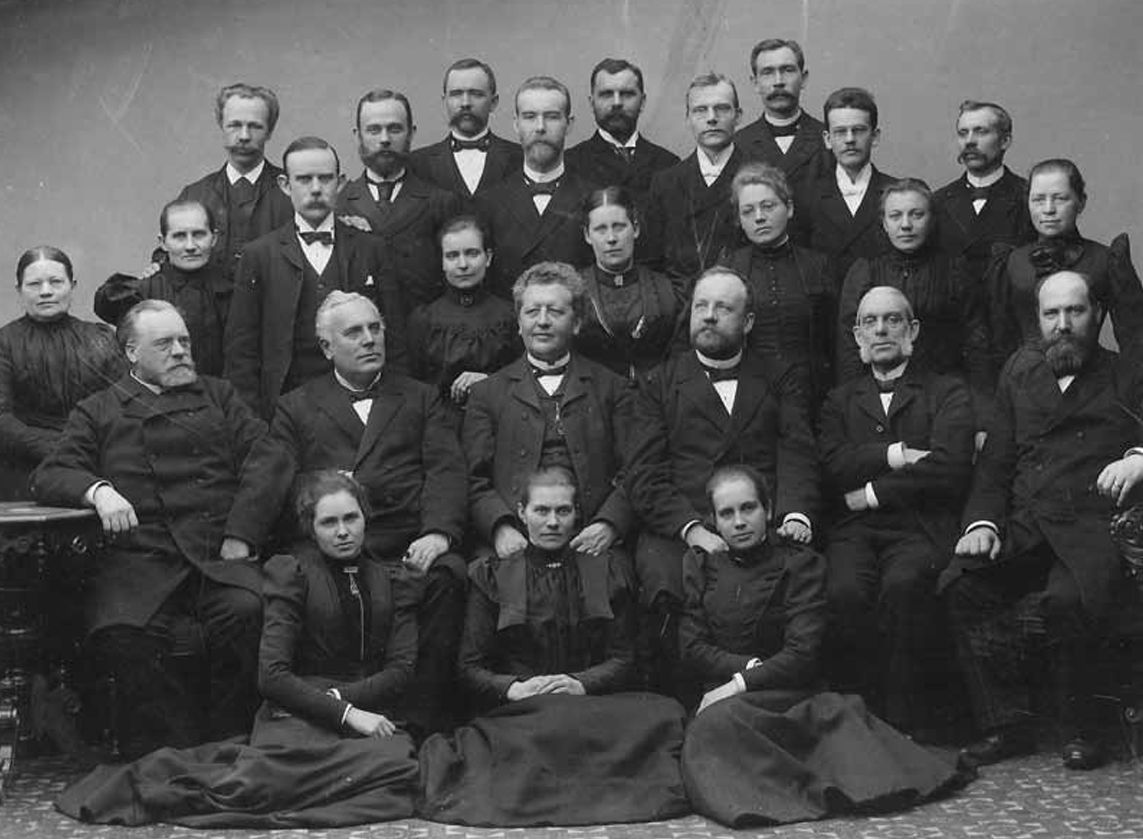
Konferensen för Kinamission i Stockholm den 4-8 mars 1899. Emma Ek sitter på första raden längst till vänster.

Emma Charlotta Ekvall, född Ek 19 augusti 1870 i Mörlunda,, död 7 juli 1952 i Honolulu, var en svensk missionsföreståndare och skolgrundare verksam i Kina.

## Biografi
Emma Ekvall var dotter till Carl August Ek (1841-1921) och Maria Charlotta Jonsdotter/Jonsson (1837-1918). Hon utbildade sig i Sverige, innan hon gick med i Kinesiska inlandsmissionen (China Inland Mission) och reste själv till London vid 18 års ålder där missionens huvudkvarter låg och där hon utbildades till missionär. Därifrån reste hon vidare till Kina 1890 via Nordamerika som missionär. Året efter, 1891, kom hon till Shanghai. Under ett år studerade hon språket innan hon kom till Baoning Fu (Langzhong) i Sichuan där hon arbetade för biskopen William Wharton Cassels.

Emma i Wuchang, Wuhan, 1939.

År 1898 lämnade hon Kina för att vila upp sig. Hon var i Stockholm i mars 1899 på en konferens för Kinamissionen. År 1900 gifte hon sig med Martin Ekvall i New Hampshire. Paret återvände till sina missionsposter i Anhui och Hunan. Vid denna tid föddes första barnet, Gertrude. År 1904 reste de till Minchow i västra Gansu. Ekvall födde totalt fem barn men endast två överlevde barnåren. Familjen reste till Nordamerika men återvände till Kina 1915. 
Under sin cirka 48-åriga tjänstgöring grundade Ekvall och drev skolor för flickor och barn med funktionsnedsättning i provinserna Gansu och Sichuan, med särskilt fokus på Wuhan (Wuchang) och senare vuxenskap i Wuhan 1919 och blindskola.
Efter Slaget om Wuhan 1938, vilket resulterade i förödande bombningar av staden, och sin make Martin Ekvalls död i januari 1939, måste Emma Ekvall evakueras under Andra kinesisk-japanska kriget, men återvände i början av 1946 för att återuppta sitt arbete. Slutligen tvingades hon lämna Kina igen 1948 under inbördeskriget. Hon fortsatte att tala offentligt om Kina fram till sin död 1952 då hon var 82 år.
År 2020 reste de kinesiska myndigheterna ett monument i anslutning till hennes skola i Wuhan. På statyn skymtar hon till vänster med ett kors kring halsen.

## Minnesmärken
- Staty i Wuhan (2020) i samband med minnet av grundandet av hennes skola.[5]